# Sankt Athanasios kyrka, Vraništa
Sankt Athanasios kyrka (makedonska: Црква „Св. Атанасиј“; translitteration: Tsrkva ''Sv. Atanasij'') är en makedonisk-ortodox kyrkobyggnad belägen i byn Vraništa, i Struga kommun i den statistiska regionen Sydvästra regionen, i Nordmakedonien.
Kyrkan är helgad åt Sankt Athanasios och tillhör Debars och Kičevos stift.